# Tony Scott
Anthony David Leighton Scott (Tynemouth, 21 de Julho de 1944 - Los Angeles, 19 de Agosto de 2012) foi um diretor britânico. Irmão do também diretor Ridley Scott, iniciou sua carreira dirigindo comerciais na década de 1970.
Em 19 de agosto de 2012, por volta das 12: 30 (UTC-8), Tony cometeu suicídio ao pular da Ponte Vincent Thomas em Los Angeles, Estados Unidos. Um pedestre que testemunhou o ato e chamou a polícia, relatou que o viu se aproximar e pular sem hesitar. Tony deixou uma nota de suicídio em seu escritório.
De todos os seus filmes dirigidos, Fome de Viver é considerado um de seus melhores filmes, por suas atuações, fotografia e trilha Sonora. Hoje o filme tem fama de cult.

## Filmografia
- 2010 - Incontrolável
- 2009 - O Sequestro do Mêtro 123
- 2006 - Déjà Vu
- 2005 - Domino
- 2004 - Chamas da Vingança
- 2001 - Jogo de Espiões
- 1998 - Inimigo do Estado
- 1996 - Estranha Obsessão
- 1995 - Maré Vermelha
- 1993 - Amor à Queima-Roupa
- 1991 - O Último Boy Scout
- 1990 - Dias de Trovão
- 1990 - Vingança
- 1987 - Um Tira da Pesada II
- 1986 - Top Gun - Ases Indomáveis
- 1983 - Fome de Viver
- 1970 - Loving Memory
- 1968 - One of the Missing

## Prêmios e indicações
- 1986 - Top Gun - Vencedor do Óscar de Melhor Canção Original
- 1990 - Days of Thunder - Indicado ao Óscar de Melhor Som